# 柳浑
柳浑（716年—789年2月23日），本名柳载，本字元舆，后字夷旷，一字惟深、德載，襄州人，祖籍河东郡解县（今山西省运城市临猗县），封爵宜城县伯，谥号贞，唐朝官员，唐德宗年间拜为宰相。

## 家世
柳载出自河东柳氏东眷，六代祖柳惔是南梁仆射。曾祖父柳善才，荆王侍读。祖父柳尚素，润州曲阿县令。父柳庆休，渤海郡县丞。后赠蔡州刺史、工部尚书。
柳载父柳庆休早卒。他好学，但因父亲早亡而贫穷。十多岁时，有巫者告之：“你相貌早夭且贱，做和尚可缓死，禄位不是你的事。”叔伯们想从其言，柳载说：“抛弃圣教，行异术，不如速死。”更加好学，与名士们同游。唐玄宗开元年间中汝州进士，礼部侍郎韦陟以为异，录为上第。授宋州单父尉。加云骑尉。
安史之乱期间，士人多带着家人渡江到江东，知名之士如李华及柳识、柳载兄弟等都仰慕著作郎权皋的品德，与他交好。

## 唐肃宗年间
唐肃宗至德年间（756年-758年），江西采访使皇甫侁闻柳载之名，辟为判官，守永丰令。有能名，被表为洪州丰城令。累除衢州司马，未就职，弃官归隐武宁山。

## 唐代宗年间
唐代宗年间，又召拜监察御史，认为君命不可逃，装束赴任。监察御史被要求谨慎规矩，而柳载性不拘束，为上司不喜，因而不乐，寻求他任。宰相们认识到他的才能，奏留他为右补阙。次年，除殿中侍御史，赐绯鱼袋，知江西租庸院事。
迁侍御史。唐代宗大历年间（766年-779年），江西监察使魏少游奏柳载充江南西路都团练判官。累授检校司封郎中。柳载效力魏少游期间，有开元寺僧人和徒弟夜饮，醉倒后寺庙起火。他们归咎于守门的聋仆，贿赂魏少游派去调查的军候，使后者上状如是称。魏少游信以为真，准备处罚那个仆人，很多人知道仆人无辜却不敢言。柳载和同僚崔祐甫却入内报告给魏少游。魏少游惊讶，讯问僧人，僧人招供。魏少游感谢他们：“若不是二位君子，老夫就要成暗劣之人了。”从此柳载以公正闻名。后路嗣恭接替魏少游，以柳载为都团练副使。改祠部员外郎，转司勋郎中，大历十二年（777年），拜袁州刺史。

## 唐德宗年间
十四年（779年），唐代宗崩，子唐德宗继位。崔祐甫拜相，建中初年荐柳载为谏议大夫。吏部侍郎邵说以才干闻名，有人以为他能做宰相，金吾将军裴儆对柳载说邵说原为叛将史思明、史朝义父子旧臣，掌兵权，前后掳掠名家子女数十人以为婢仆，还抢夺宝货，力屈了才投降，朝廷宥以不死，做官了又厚颜无耻，遑遑求财，装饰府邸，结托权贵以求大用，不知愧惧而有得色，不能长久，故揣测他祸不远了。建中元年（780年）二月，柳载又因崔祐甫推荐出任浙江东西黜陟使，奏润州刺史马炫（《册府元龟》或误作“冯炫”）清白，使其得征拜为太子右庶子、迁左散骑常侍。加朝散大夫，又拜左庶子、集贤殿学士。后召回长安迁尚书左丞。建中三年（782年）五月，邵说果然被贬死。六月，柳载以右庶子为尚书右丞。加银青光禄大夫，迁右散骑常侍。
四年（783年）正月，宰相关播任用李元平守汝州抵御叛将淮西节度使李希烈，柳载说：“这是衔着玉卖石头啊。去了一定被擒，能抵御什么贼呢？”并举王衍、殷浩华而不实的例子，时人不信，等李元平果然被李希烈生擒，众人才叹服。十月，在长安待命的泾原兵兵变，德宗被迫逃往奉天。柳载全家逃到终南山躲藏，泾原兵推太尉朱泚为首，朱泚很快建立秦政权，自称皇帝。他素闻柳载之名，为离间德宗君臣，下诏以柳载同平章事、崔宁为中书令，都拜为宰相，并查访到柳载躲藏处，要配给他宰相的印信。柳载改名换姓欺骗叛军，还将家人交给叛军为人质。叛军将其爱子带回拷问，右腿都被打折。柳载乘机从小道翻越秦岭，历时十多天，找到了德宗的队伍。德宗以为崔宁和朱泚串通，处死了崔宁，但没有处置柳载。后德宗被迫远遁梁州，柳载随驾，被任为左散骑常侍。兴元元年（784年），朱泚政权被灭，德宗重返长安，柳载称自己的名字上了朱泚的诏书，引以为耻，“载”字又有“戈”旁，而国家正需要偃武，请求改名为“浑”，并改表字，获准。
贞元元年（785年）七月，朝廷论功，柳浑获赐轻车都尉，拜兵部侍郎，封宜城县伯。三年（787年）正月，因权相韩滉推荐，柳浑被授同中书门下平章事，拜为宰相，判门下省。德宗曾亲自选县令们主管京畿城邑，有政绩，召宰相说此事，宰相们如左仆射张延赏等都贺德宗得人，唯独柳浑不贺，说：“这是京兆尹的职责。陛下应该选择臣等辅政，臣应当选京兆尹，京兆尹应当寻求县令主管琐事。代京兆尹选择县令不是陛下所宜做的。陛下舍弃此道，使地方大治，可谓爱人，但不是王政的大伦，臣不知道有何可贺。”德宗以为然。德宗命玉工做腰带，玉工摔坏了一个銙，不敢上报，秘密买了其他玉补上；献上后，德宗指出买来的銙材料不像，玉工伏罪，德宗命处决，诏书到中书省，柳浑说：“陛下如果当时便杀了就罢了，若下达有司，就需要议罪量刑。且才春季就行刑，容臣条奏定罪。”以误伤乘舆器服之罪，杖当事玉工六十，其余玉工释放，诏从之。柳浑又奏：“故尚书左丞田季羔，公忠正直，先朝名臣。其祖、父都以孝行得以旌表门闾，京城的隋朝旧第只有季羔一家而已。如今他的堂侄田伯强要卖了房子募兵讨吐蕃。这个例子一旦开了，恐怕滋长为非作歹之风。讨贼自有国家大计，岂能便宜侥幸之徒？且毁弃义门，有损风化，希望稍作责罚，也可惩劝。”德宗准奏。时韩滉专权，其他宰相形同虚设，柳浑虽然是韩滉所荐，但厌恶韩滉专政且认为他过苛，以前宰相齐映因狷察拜相不到一年就被罢为戒，严斥他杖责下层官吏致死的行为，韩滉惭愧，自此收敛所为。韩滉与光禄卿裴腆不和，趁柳浑休假，秘密请贬裴腆。诏书已下，柳浑坚执不肯，请求讯问、校验，依法定罪量刑，裴腆最终获赦仍任本职。二月，柳浑反对德宗提拔原近臣果州刺史白志贞为浙西观察使，认为白志贞是个谄媚之徒，即使有廉洁谨慎之名，也不宜提拔为要职，屡次上表使此事中止。但当柳浑病假时，德宗还是提拔了白志贞。柳浑康复后请辞，被德宗优诏拒绝。其判门下省期间，主管官吏说应该审定吏、兵部拟任命的六品以下官员，柳浑不悦地说：“各部门分管事务，又去改变他们的决定，这不合礼制法律。官员们离家千里只为这点俸禄，主持一个小地方的事务，难道担心办不好吗？况且奖赏善政贤才，不靠这个。”因此这年审定任命的官员没有被更改。
柳浑曾与张延赏奉诏撰《昭德皇后庙乐章》，但德宗认为词句不美，留中不用，而令学士吴通玄另外撰写献上。
闰五月，德宗不顾大将太尉李晟反对，和吐蕃宰相尚结赞结盟。当日，另一大将浑瑊作为德宗使者，准备在平凉川正式和尚结赞签署和约。德宗在便殿对宰相们说这是社稷之福，柳浑却直言自己为吐蕃不可信而担忧，李晟也同意。德宗为他们持续反对和议而愤怒，斥责了他们：“柳浑是书生，不懂边事；以大臣（指李晟）的智慧谋略，怎么也说出这样的话！”他俩都顿首俯伏，当即被下令回到中书省，柳浑所奏被留中。但当夜，邠宁节度使韩游瑰关于吐蕃伏击浑瑊且几乎俘获他的报告就到了。德宗大惊柳浑预言到了此事，遣使将报告给柳浑。次日，他召柳浑于前殿，对柳浑说：“你只是个书生，竟然能如此精准地料及万里之外的此事。”对他尤其礼敬。柳浑先前曾和流放江南的李泌及顾况交好、吟咏，柳浑拜相后，征顾况为校书郎，时任陕州长史的李泌也得以回朝为宰相。六月，李泌与李晟、司徒马燧、柳浑一同入见德宗，说服德宗当面承诺善待身为功臣的李晟、马燧。同时，因为柳浑敢直言，和德宗信任的张延赏关系变差。德宗以张延赏管吏事，而以柳浑管刑法。张延赏弄权自矜，嫉恨柳浑守正。一次，张延赏派亲信对柳浑说：“相公您因为品德而受到很大的尊敬，如果在朝堂上慎言，能长保相位。”柳浑答：“代我谢谢张公，柳浑的头可断，但舌头不可禁！”于是被张延赏排挤。德宗喜欢说话文雅含蓄的人，而柳浑直率且常用俚语，因而不久即冒犯了德宗。德宗想贬柳浑为亲王的师傅，但在李泌劝说下只是于八月贬他再任右散骑常侍。
柳浑善作文，但追随时风以求功业，作文不及胞兄柳识深思。又善辩、幽默、旷达，与他人交往时，不像高官通常表现的那样骄傲。罢相后数日，他就和老友们旅游，完全没有表现出为罢相而沮丧的样子。前宰相李勉、卢翰评价道：“我们和柳宜城相比，都是过于拘束的人。”贞元五年二月五日（789年3月6日），柳浑卒于昌化里，官终银青光禄大夫、右散骑常侍、轻车都尉，年七十四。有《柳浑集》十卷。节俭不事产业，俸禄都分给宗族、姻亲，身后没有地产。
唐宣宗大中初年，柳浑续图凌烟阁。

## 评价
- 《旧唐书》：
  - 史臣曰：张镒、萧复、柳浑，节行才能訏谟亮直，皆足相明主，平泰阶，而卢杞忌之于前，延赏排之于后，管仲有言：「任君子，使小人间之，害霸也。」德宗黜贤相，位奸臣，致朱泚、怀光之乱，是失其人也，岂尤其时哉！
  - 赞曰：得人则兴，失人则亡。镒、复、浑去，宗社其殃。